# El Castillón
El Castillón és un jaciment arqueològic a localitat espanyola de Santa Eulalia de Tábara del municipi de Moreruela de Tábara (Zamora, Castella i Lleó). El 1985 fou inclòs al catàleg de béns protegits de la Junta de Castella i Lleó, en la categoria d'art rupestre, a causa de l'existència de pintures rupestres pertanyents a l'art esquemàtic en l'Abric del Castillón.
El jaciment, d'unes 4 hectàrees, és en una zona d'altiplà, al cim d'un turó a la riba dreta del riu Esla. Inclou la presència d'un assentament de la cultura dels castros, l'ocupació tardoromana del qual està constatada per l'aparició de terra sigillata hispànica tardana, així com una gran quantitat de ceràmica grisa estampillada DSP. La ceràmica a mà recuperada és molt poc significativa, apareixent en nivells molt residuals del poblat, podent-se enquadrar en l'Edat del Ferro. El vilatge consta d'una muralla perimetral en forma de "U" que envoltava tot el perímetre de l'enclavament a excepció del costat oriental, on es troba el faralló rocós.